# Giro del Veneto 1923
Il Giro del Veneto 1923, quarta edizione della corsa, si svolse il 29 luglio 1923 su un percorso di 290 km. La vittoria fu appannaggio dell'italiano Costante Girardengo che completò il percorso in 9h53'18", precedendo i connazionali Giovanni Brunero e Emilio Petiva.

## Ordine d'arrivo (Top 10)
| Pos. | Corridore            | Squadra         | Tempo    |
| ---- | -------------------- | --------------- | -------- |
| 1    | Costante Girardengo  | Maino           | 9h53'18" |
| 2    | Giovanni Brunero     | Legnano-Pirelli | s.t.     |
| 3    | Emilio Petiva        | Maino           | a 4'44"  |
| 4    | Giovanni Trentarossi | Berettini       | a 10'08" |
| 5    | Luigi Lucotti        | Maino           | a 15'57" |
| 6    | Alfredo Sivocci      | Legnano-Pirelli | a 26'10" |
| 7    | Luigi Mainetti       | -               | s.t.     |
| 8    | Antonio Candini      | -               | s.t.     |
| 9    | Pasquale Di Pietro   | -               | s.t.     |
| 10   | Nello Ciaccheri      | Bianchi         | a 29'40" |